# She Shan
She Shan (chinesisch 蛇山 Schlangenhügel) ist eine Hügelkette auf der Fildes-Halbinsel von King George Island im Archipel der Südlichen Shetlandinseln. Die Hügel ragen mehr als 400 m südöstlich der Große-Mauer-Station auf. Nach Osten schließt sich der Gui Shan an.
Chinesische Wissenschaftler benannten die Gebirgsgruppe 1985 im Zuge von Vermessungs- und Kartierungsarbeiten.